# Bakendorp

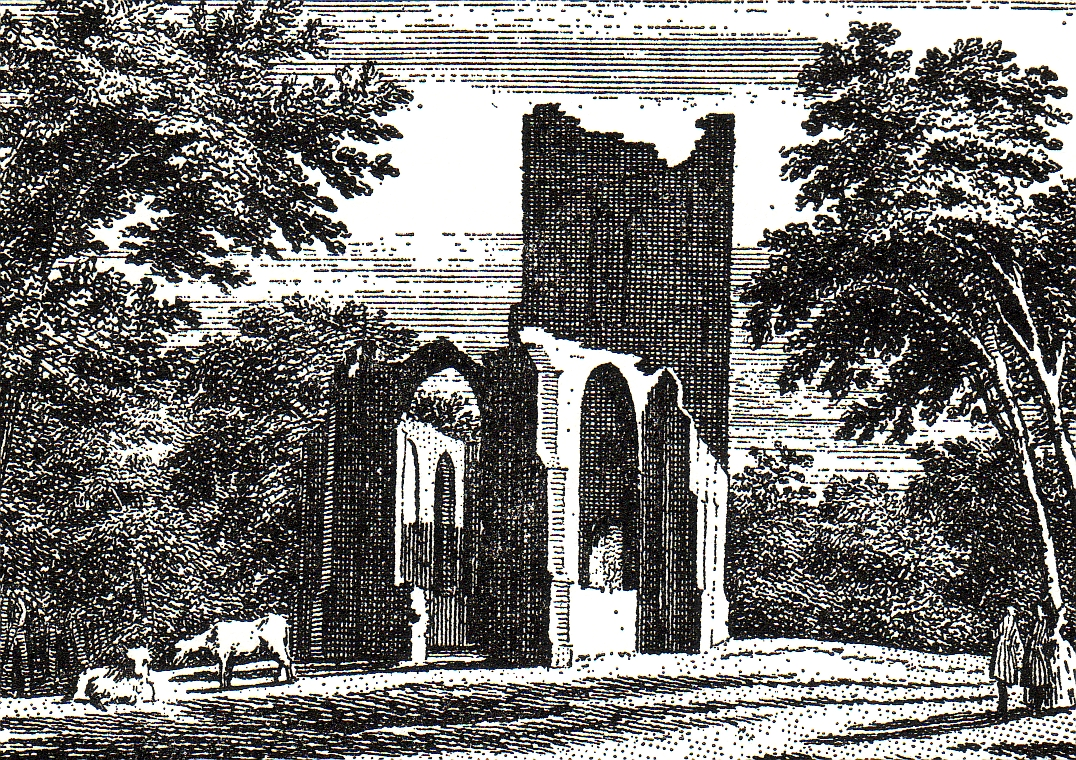
Kerk Bakendorp 1743

Bakendorp (Zeeuws: Bikkedurp) is een buurtschap in de gemeente Borsele in de Nederlandse provincie Zeeland. Het ligt ten oosten van Baarland aan de Westerschelde.
Het gehucht Bakendorp is het restant van een dorp dat in november 1530 door een stormvloed vernield werd. Na herbedijking verdwenen de overblijfselen van het middeleeuwse dorp door dijkvallen geleidelijk in de Westerschelde. De enige overgebleven sporen van het middeleeuwse dorp in het landschap zijn na 1957 verdwenen als gevolg van een ruilverkaveling in Zuid-Beveland. Wel herinnert de naamgeving van verschillende wegen aan de kerk van het oude dorp. De kerk van Hoedekenskerke bevat nog een grafsteen van een priester van Bakendorp.
Dorpen: Baarland · Borssele · Driewegen · Ellewoutsdijk · 's-Gravenpolder · 's-Heer Abtskerke · 's-Heerenhoek · Heinkenszand · Hoedekenskerke · Kwadendamme · Lewedorp · Nieuwdorp · Nisse · Oudelande · Ovezande

Buurtschappen: Baarsdorp · Bakendorp · Coudorpe · Graszode · Knaphof · Koekoek · Langeweegje · Het Oudeland · Rijkebuurt · Scheldeoord · Sinoutskerke · 't Vlaandertje · De Zak 

Zeeland: Steden en dorpen in Zeeland      Nederland: Provincies · Gemeenten